# Seznam kapitul v Česku
Toto je seznam kapitul v České republice:
| církevní provincie | (arci)diecéze     | název kapituly                                                  | rok založení |
| ------------------ | ----------------- | --------------------------------------------------------------- | ------------ |
| česká              | pražská           | Metropolitní kapitula u sv. Víta v Praze                        | 971          |
| česká              | pražská           | Kolegiátní kapitula Všech svatých na Hradě pražském             | 1339         |
| česká              | pražská           | Královská kolegiátní kapitula sv. Petra a Pavla na Vyšehradě    | 1070         |
| česká              | pražská           | Kolegiátní kapitula Nanebevzetí Panny Marie na hradě Karlštejně | 1357         |
| česká              | pražská           | Kolegiátní kapitula sv. Kosmy a Damiána ve Staré Boleslavi      | 1046         |
| česká              | litoměřická       | Katedrální kapitula u sv. Štěpána v Litoměřicích                | 1057         |
| česká              | královéhradecká   | Katedrální kapitula při chrámu Svatého Ducha v Hradci Králové   | 1664         |
| česká              | královéhradecká   | Kolegiátní kapitula při kostele Povýšení sv. Kříže v Litomyšli  | 1994         |
| česká              | českobudějovická  | Katedrální kapitula u sv. Mikuláše České Budějovice             | 1785         |
| česká              | plzeňská          | nemá žádnou založenou kapitulu                                  |              |
| moravská           | olomoucká         | Metropolitní kapitula u svatého Václava v Olomouci              | 1131         |
| moravská           | olomoucká         | Kolegiátní kapitula u svatého Mořice v Kroměříži                | 1262         |
| moravská           | brněnská          | Královská stoliční kapitula sv. Petra a Pavla v Brně            | 1296         |
| moravská           | brněnská          | Význačná kolegiátní kapitula u sv. Václava v Mikulově           | 1625         |
| moravská           | ostravsko-opavská | nemá žádnou založenou kapitulu                                  |              |

## Zaniklé kapituly
- Kolegiátní kapitula v Mělníku (od 11. století, zanikla za husitských válek)
- Sadská (1118 až 1362)
- Praha – u kostela sv. Jiljí (1238 až 1420)
- Praha – u kostela sv. Apolináře (jako pokračovatelka kapituly v Sadské, 1362 až 1503)
- Týn nad Vltavou (ve 14. století, zanikla za husitských válek)
- Únětice (vznikla snad v roce 1132, zanikla za husitských válek)

## Kapituly na území Slezska
V rámci českých zemí fungovaly v okamžiku ztráty většiny Slezska v roce 1742 následující kapituly: ve Vratislavi (katedrální u sv. Jana Křtitele a kolegiátní u sv. Kříže), ve Velkém Hlohově (u Panny Marie), v Opolí (u sv. Kříže) a v Nise (u sv. Jana; přesunutá roku 1477 z Otmuchova). Dříve zanikly slezské kapituly u sv. Jiljí ve Vratislavi, u sv. Tomáše z Canterbury v Ratiboři (1288–1416), u Božího hrobu v Lehnici, u sv. Hedviky v Břehu, u sv. Bartoloměje v Horním Hlohově, u sv. Mikuláše v Otmuchově (přesunutá do Nisy) a u Panny Marie ve Falkenberku.